# Ledvinovník

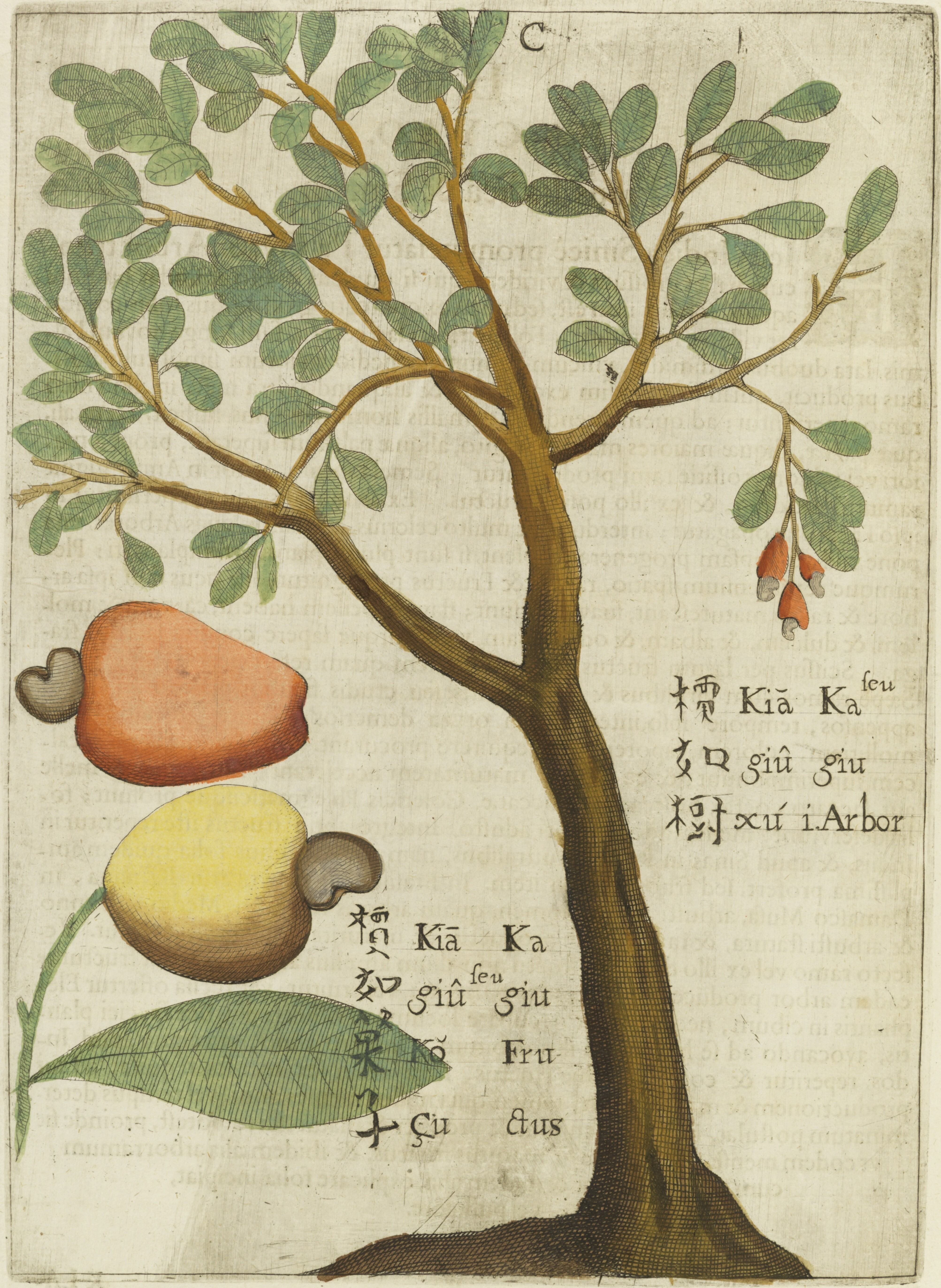
Ilustrace ledvinovníku západního z roku 1656

Ledvinovník (Anacardium) je rod rostlin z čeledi ledvinovníkovité. Jsou to stálezelené stromy nebo polokeře s podzemním dřevnatým kmenem. Listy jsou jednoduché a střídavé, květy pětičetné s nazpět ohnutými korunními lístky. Plodem je ledvinovitá peckovice podepřená dužnatým útvarem vzniklým ze stopky plodu. Rod zahrnuje asi 20 druhů a pochází výhradně z tropické Ameriky.
Hospodářsky nejvýznamnějším druhem je ledvinovník západní, pěstovaný v tropech celého světa zejména pro oříšky kešu. Jedlá jádra plodů mají i některé další druhy. Některé druhy mají význam v domorodé medicíně.
V období třetihor rostly ledvinovníky i v Evropě.

## Popis
Ledvinovníky jsou povětšině stálezelené polokeře nebo stromy, ronící při poškození ostrou pryskyřičnatou šťávu. Druh Anacardium excelsum dorůstá výšky až 50 metrů. Listy jsou jednoduché, střídavé, tenké nebo kožovité, přisedlé nebo řapíkaté, celokrajné. Květy jsou stopkaté, pětičetné, uspořádané v úžlabních nebo vrcholových thyrsoidech. Stopky květů jsou článkované. Korunní lístky jsou nazpět ohnuté. Tyčinek bývá většinou 8 až 10, pouze jedna však z nich bývá fertilní a vyčnívá z květu. Nitky tyčinek jsou na bázi srostlé do trubičky. Gyneceum je pseudomonomerní a nese přímou nebo esovitě prohnutou čnělku zakončenou drobnou bliznou. Plodem je zelenavá, hnědá nebo černá, ledvinovitá peckovice, podepřená bílým, zeleným, žlutým nebo červeným, zdužnatělým, hruškovitým hypokarpem. Oplodí je dřevnaté, s velkými dutinami vyplněnými ostrou šťávou.

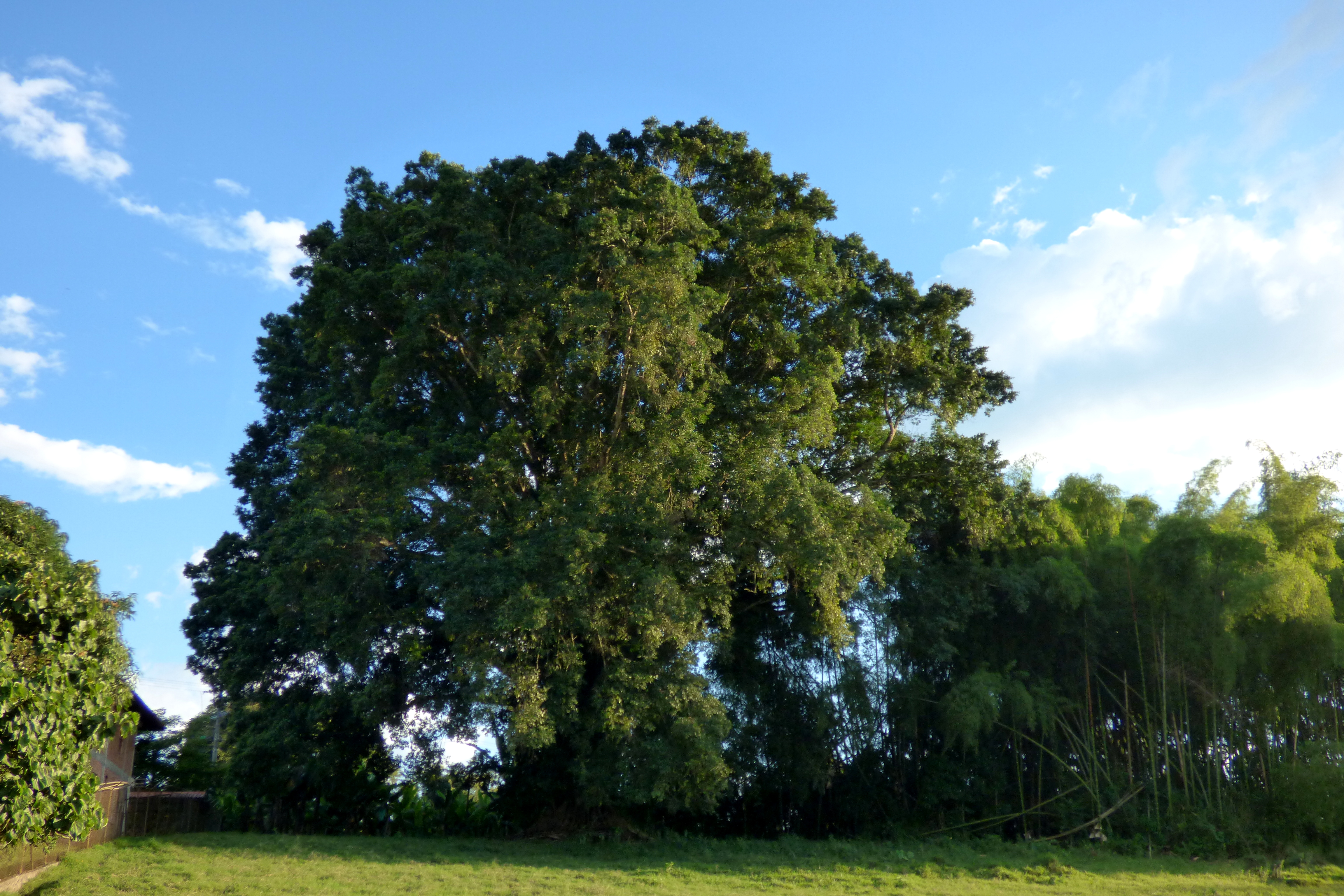
Ledvinovník Anacardium excelsum
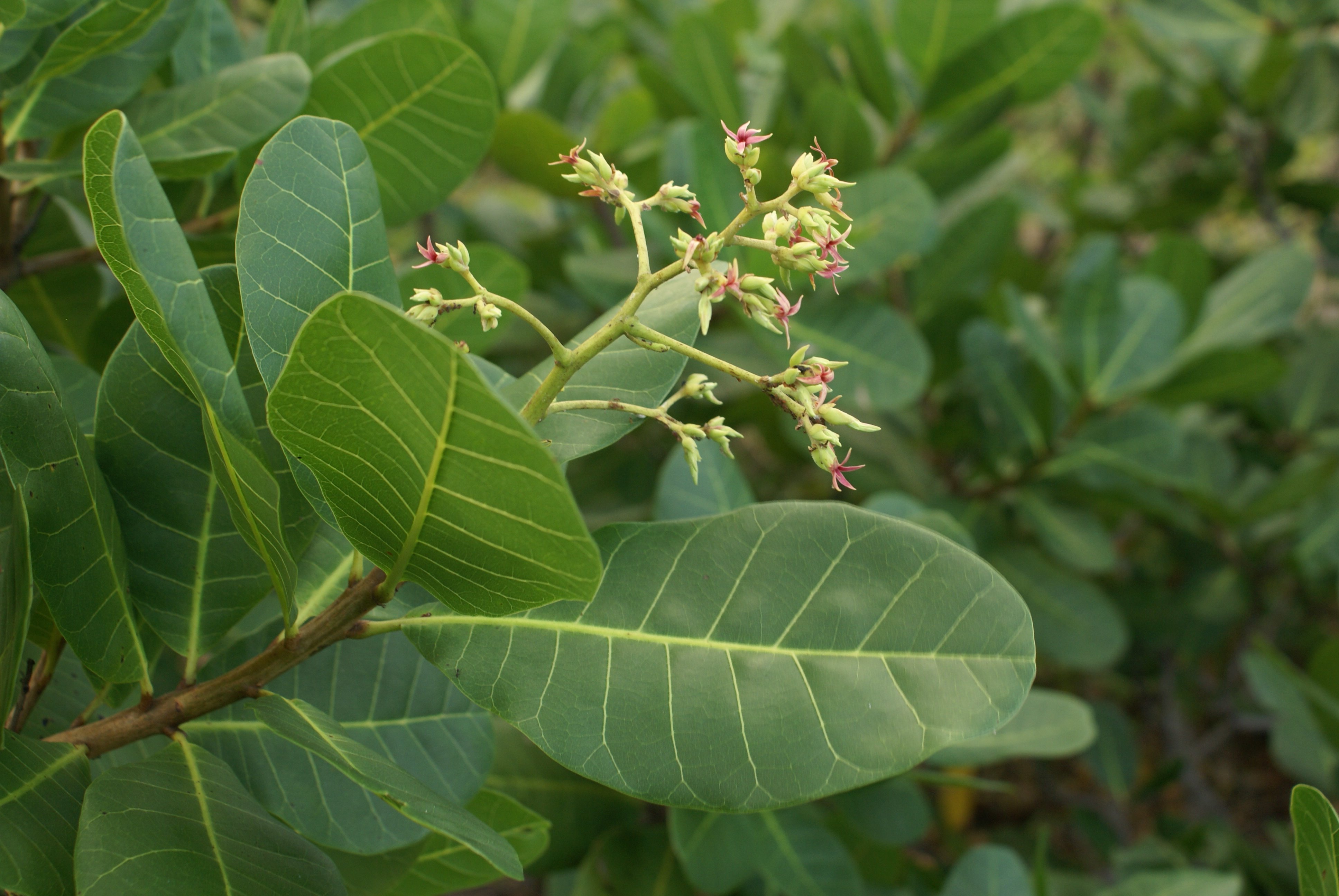
Květenství ledvinovníku západního
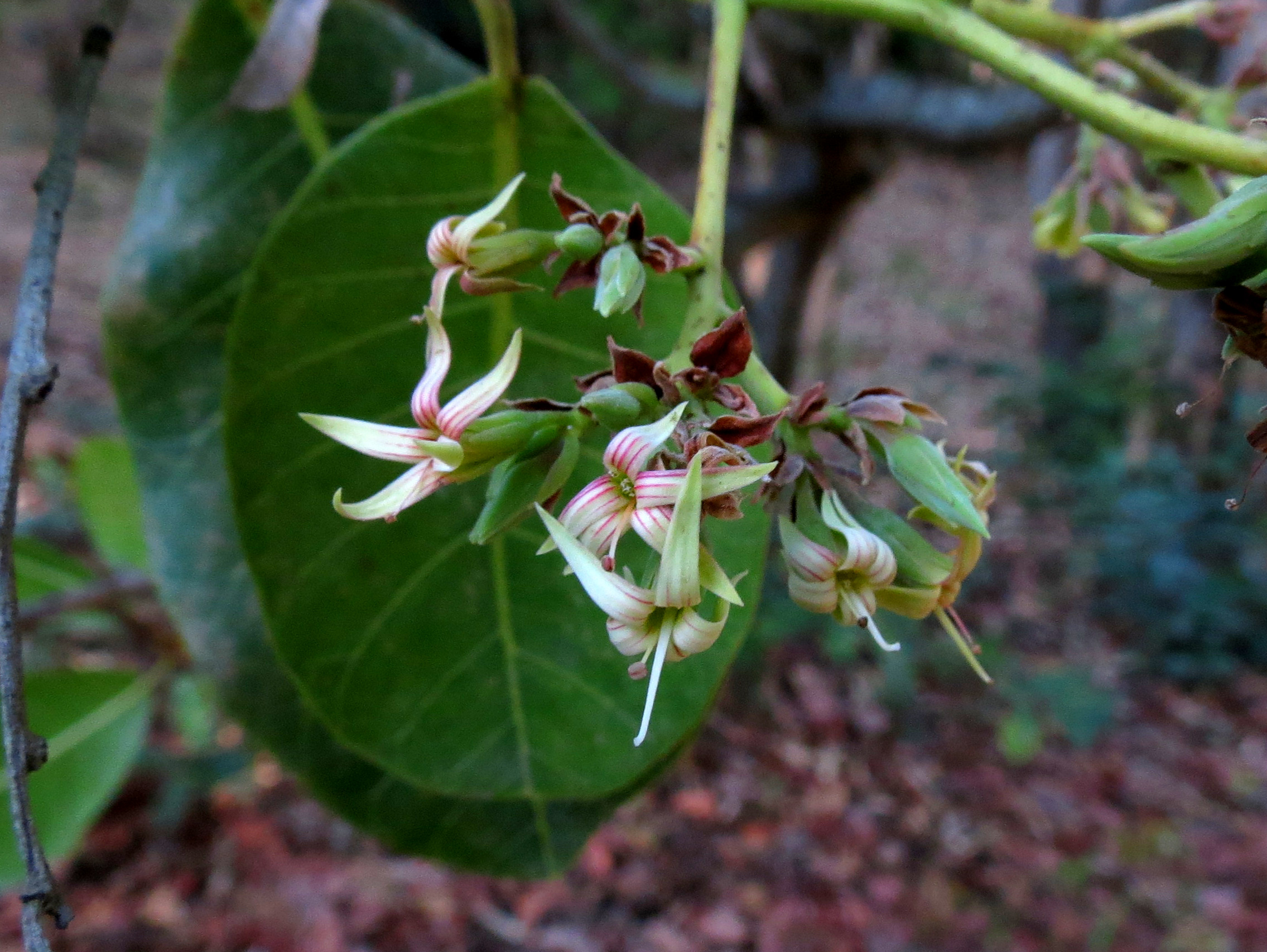
Detail květů ledvinovníku západního
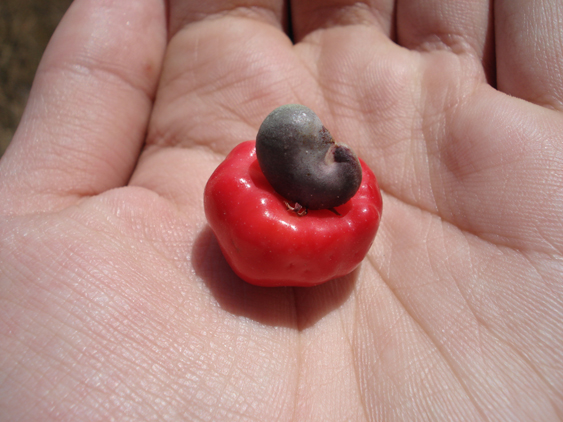
Plody Anacardium humile

## Rozšíření
Rod ledvinovník zahrnuje 11 až 20 druhů, přirozeně rozšířených výhradně v tropické Americe. Areál rodu sahá od Hondurasu po jižní Brazílii a Paraguay. Druh Anacardium excelsum zasahuje i na Kubu. Řada druhů má v Jižní Americe značně rozsáhlé areály, mezi jinými Anacardium giganteum a A. humile. Ledvinovník západní je pěstován v tropech celého světa. Kulturní forma pochází z biotopu restinga při pobřeží východní Brazílie.

## Ekologické interakce
Květy ledvinovníků jsou opylovány hmyzem, zejména motýly a můrami, také včelami, vosami a brouky. Druhotně je opylují i netopýři.
Semena šíří savci, zejména netopýři a primáti, kteří konzumují dužnatý útvar podepírající vlastní plod. Druh Anacardium microsepalum, rostoucí v zaplavovaných lesích Amazonie, tento útvar postrádá a jeho plody jsou pravděpodobně šířeny rybami.
Některé druhy ze suchého brazilského biotopu cerrado (Anacardium corymbosum, A. humile, A. nanum) mají pozoruhodnou růstovou formu. Pod zemí se nachází masivní dřevnatý kmen, zatímco nad povrch vyrůstají pouze krátkověké polodřevnaté výhony.
Ledvinovníky jsou živnými rostlinami housenek řady druhů nočních motýlů zejména z čeledí bekyňovití, můrovití, slimákovcovití (v Americe např. Phobetron hipparchia, v Asii Parasa lepida), Megalopygidae (Megalopyge lanata), martináčovití (v Americe Citheronia laocoon, Dirphia avia, Dirphiopsis ursina, Eacles imperialis, Hylesia nanus, Hyperchiria nausica a různé druhy rodu Rothschildia, v Asii Attacus atlas a Cricula trifenestrata, v Africe Imbrasia dione a Nudaurelia petiveri) aj. Z denních motýlů se na nich v Africe živí housenky baboček Dophla evelina a Euthalia aconthea.
V Indii napadají stromy ledvinovníku západního tesaříci Batocera rufomaculata, Plocaederus ferrugineus a P. obesus. V paždí postranních žilek na rubu listů bývají domatia, obývaná symbiotickými roztoči.

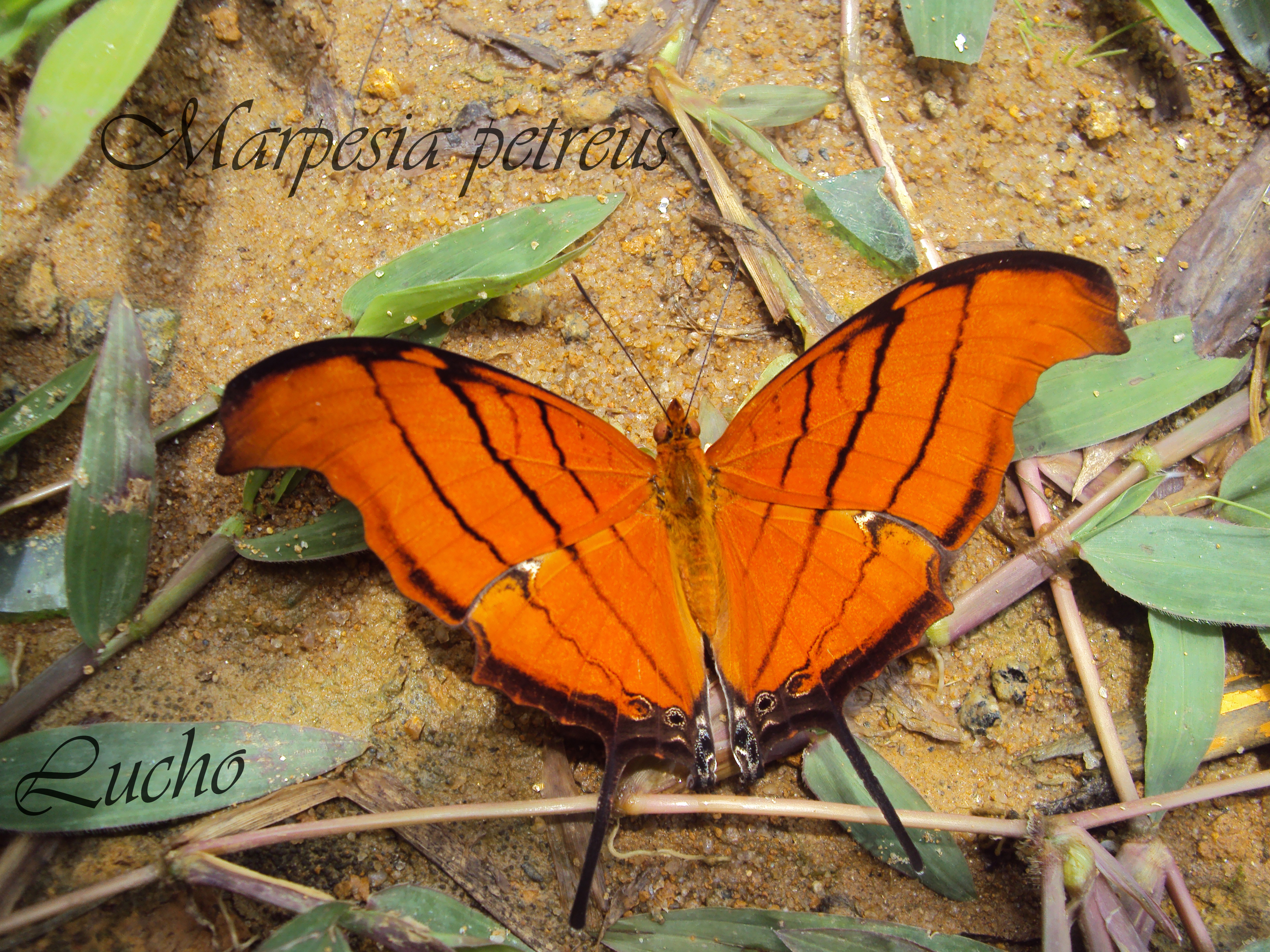
Babočka Marpesia petreus
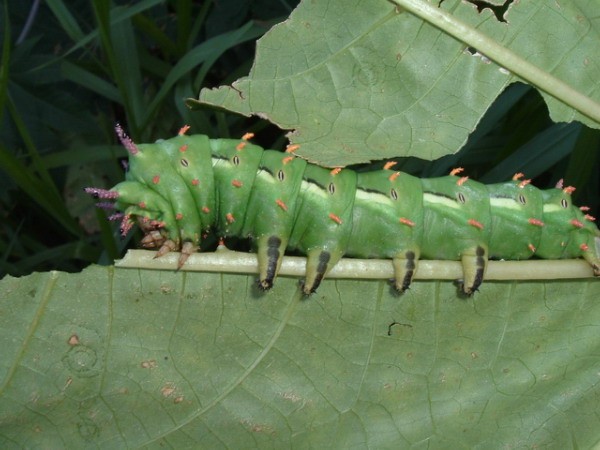
Housenka martináče Citheronia laocoon
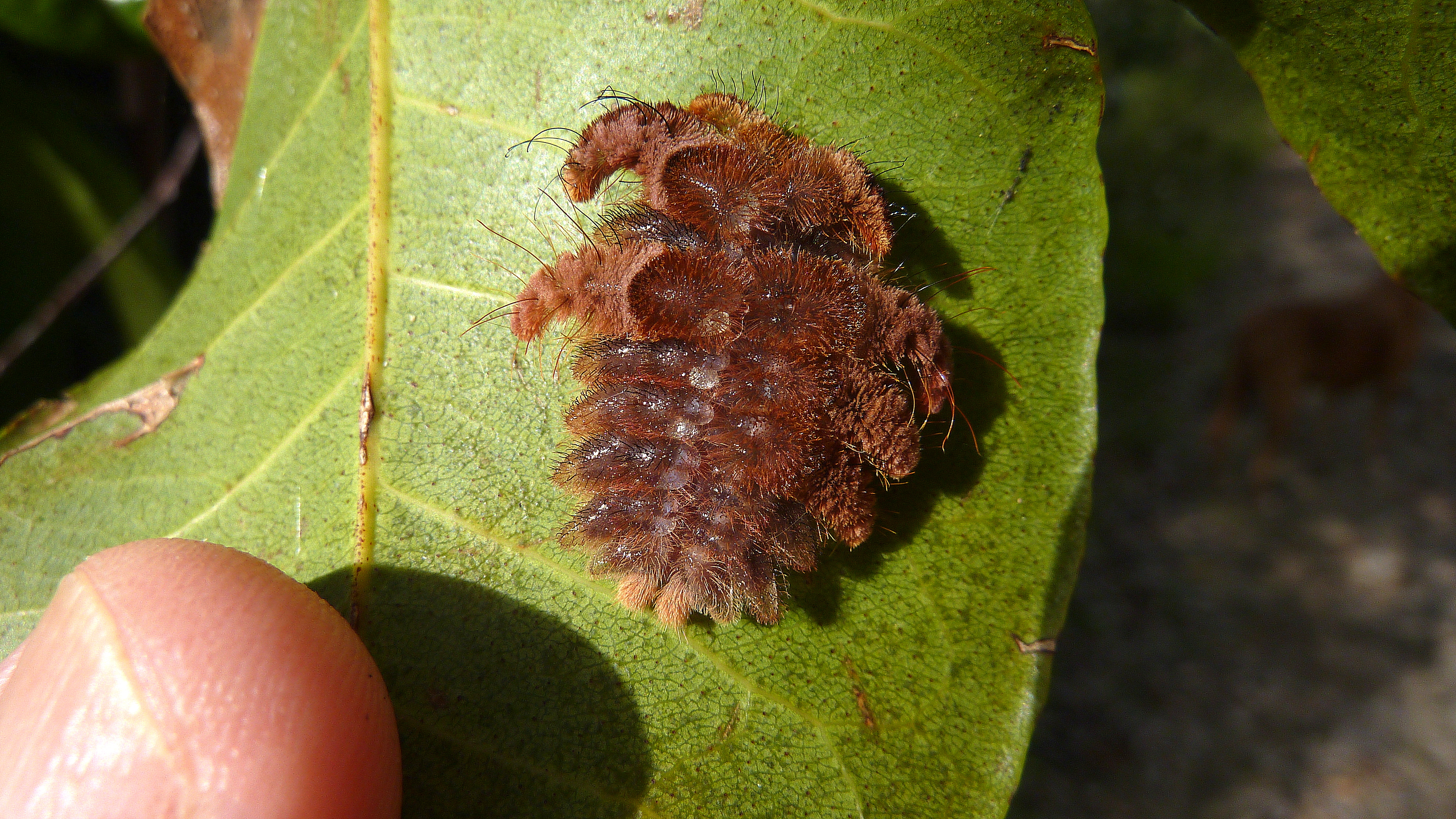
Housenka můry Phobetron hipparchia z čeledi slimákovcovití

## Obsahové látky a jedovatost
Ledvinovníky obsahují podobně jako řada jiných zástupců čeledi ledvinovníkovité ve šťávě fenolické látky, které při kontaktu s pokožkou způsobují alergické reakce a dermatitidy. Druh Anacardium excelsum však dermatitidy nezpůsobuje.

## Prehistorie
Fosílie rodu Anacardium třetihorního stáří jsou známy zejména ze Severní a Jižní Ameriky a pocházejí z období eocénu. Z Texasu byl popsán druh †Anacardium kirnii, z Peru †Anacardium peruvianum, z Kolumbie †Anacardium eocenicum. Do Jižní Ameriky se rod dostal ze Severní Ameriky pravděpodobně v pozdním eocénu. Velkým překvapením byl nález fosilních pozůstatků tohoto rodu v Messelu v Německu, publikovaný v roce 2007. Druh byl nazván †Anacardium germanicum a byl nalezen v jezerních uloženinách ze středního eocénu z doby asi před 47 milióny let. Výskyt v Evropě i Americe v období raných třetihor svědčí o přechodu přes pevninský most, který v tomto teplém období oba kontinenty spojoval přes Grónsko. V Evropě následně rod vymřel pravděpodobně při ochlazení na přelomu třetihor a čtvrtohor.

## Taxonomie
Rod Anacardium je v rámci čeledi Anacardiaceae řazen do podčeledi Anacardioideae a tribu Anacardieae. Nejblíže příbuzným rodem je dle výsledků molekulárních studií africký rod Fegimanra.

## Zástupci
- ledvinovník západní (Anacardium occidentale)

## Význam
Ledvinovník západní je jedním z hospodářsky nejvýznamnějších zástupců celé čeledi a je pěstován v tropech celého světa. Oříšky kešu se jedí pražené nebo se různým způsobem upravují. Hlavními producenty jsou Brazílie, Indie, Indonésie, Guinea, Mosambik, Nigérie,
Tanzanie a Vietnam. Zdužnatělá květní stopka podepírající vlastní plod je známa jako "kešu jablko" a konzumuje se spíše lokálně jako ovoce, případně se z ní vyrábějí džusy, džemy, kvašené alkoholické nápoje a podobně. Mladé listy a výhony slouží jako zelenina. Ze skořápek plodů je získávána olejnatá tekutina, která je průmyslově využívána při zpracování různých polymerů kupříkladu k výrobě brzdového obložení.
Jedlá jsou také jádra plodů druhů Anacardium humile, A. nanum a A. rhinocarpus, po upražení i druhu Anacardium excelsum.
Ledvinovník západní má význam v tradiční indické medicíně (Ájurvéda, Sidha), kde je používán na širokou paletu různých neduhů a nemocí.
Odvar z kůry Anacardium giganteum je používán v domorodé medicíně Jižní Ameriky na nachlazení, bolení v krku, zvracení, vředy a pohlavní choroby.